# 日本のバイオマス発電所一覧
| 主要な発電所               |
| -------------------------- |
| 日本の火力発電所一覧       |
| 日本の原子力発電所一覧     |
| 日本の水力発電所一覧       |
| その他                     |
| 日本の地熱発電所一覧       |
| 日本の風力発電所一覧       |
| 日本の太陽光発電所一覧     |
| 日本のバイオマス発電所一覧 |
| 日本の廃棄物発電所一覧     |

日本のバイオマス発電所一覧（にほんのバイオマスはつでんしょいちらん）は、日本国内において稼働しているバイオマス発電所について記載している。2021年現在は全国に955サイトが存在し、合計29,727.6メガワットの発電力を持つ。

## 日本のバイオマス発電所の一覧
| 発電所名称                                               | 設備規模(kW) | 設備認定日            | 発電事業者                                      | 発電所所在地       | 備考 |
| -------------------------------------------------------- | ------------ | --------------------- | ----------------------------------------------- | ------------------ | --- |
| 町村農場バイオマス発電設備                               | 65           | 2003年11月14日        | 株式会社町村農場                                | 北海道江別市       | |
| 江別浄化センター消化ガスコージェネ発電施設               | 250          | 2004年8月16日         | 江別市                                          | 北海道江別市       | |
| 仁成ファームバイオマス発電設備                           | 50           | 2004年8月16日         | 有限会社仁成ファーム                            | 北海道阿寒町       | |
| 龍田牧場バイオマス発電所                                 | 80           | 2006年2月24日         | 龍田牧場                                        | 北海道訓子府町     | |
| 鈴木牧場バイオマス発電所                                 | 25           | 2006年2月24日         | 鈴木牧場                                        | 北海道士幌町       | |
| 房谷牧場バイオマス発電所                                 | 40           | 2006年2月24日         | 房谷牧場                                        | 北海道士幌町       | |
| 津別単板協同組合バイオマスエネルギーセンター             | 4,700        | 2008年6月18日         | 津別単板協同組合                                | 北海道津別町       | [2] |
| 別海バイオガス発電所                                     | 1,800        | 2013年10月10日        | 別海バイオガス発電株式会社                      | 北海道別海町       | |
| 紋別バイオマス発電所                                     | 50,000       | 2016年12月1日         | 紋別バイオマス発電株式会社                      | 北海道紋別市       | |
| 御影バイオガス発電所                                     | 750          | 2017年                | 株式会社御影バイオエナジー                      | 北海道清水町       | [3] |
| 苫小牧バイオマス発電所                                   | 6,194        | 2017年4月28日         | 苫小牧バイオマス発電株式会社                    | 北海道苫小牧市     | |
| 網走バイオマス発電所                                     | 1,995        | 2019年2月             | WIND-SMILE                                      | 北海道網走市       | |
| 室蘭バイオマス発電所                                     | 74,900       | 2020年5月24日         | ENEOSバイオマスパワー室蘭合同会社               | 北海道室蘭市       | |
| 網走バイオマス発電所2号機・3号機                         | 19,800       | 2022年10月27日        | 合同会社網走バイオマス第2・第3発電所            | 北海道網走市       | 第3号機の営業運転開始日は2023年3月8日 |
| 勇払バイオマス発電所                                     | 74,950       | 2023年2月2日          | 勇払エネルギーセンター合同会社                  | 北海道苫小牧市     | |
| 津軽バイオマスエナジー平川発電所                         | 6,560        | 2015年12月1日         | 株式会社津軽バイオマスエナジー                  | 青森県平川市       | |
| 八戸バイオマス発電所                                     | 12,400       | 2018年4月             | 八戸バイオマス発電株式会社                      | 青森県八戸市       | |
| 八戸エコエネルギー発電所                                 | 74,950       | 2019年7月             | エム・ピー・エム・王子エコエネルギー株式会社    | 青森県八戸市       | |
| バイオマスパワーしずくいし発電所                         | 250          | 2007年8月21日         | 株式会社バイオマスパワーしずくいし              | 岩手県雫石町       | |
| 一戸木質バイオマス発電所                                 | 6,250        | 2014年1月             | 株式会社一戸フォレストパワー                    | 岩手県一戸町       | |
| ウッティかわいバイオマス発電                             | 5,800        | 2014年3月             | 株式会社ウッティかわい                          | 岩手県宮古市       | |
| 野田木質バイオマス発電所                                 | 14,000       | 2016年8月             | 株式会社野田バイオパワーJP                      | 岩手県野田村       | |
| 花巻木質バイオマス発電所                                 | 6,250        | 2017年2月             | 株式会社花巻バイオマスエナジー                  | 岩手県花巻市       | |
| 大船渡バイオマス発電所                                   | 75,000       | 2020年1月1日          | 大船渡発電株式会社                              | 岩手県大船渡市     | |
| 能代バイオマス発電所                                     | 3,000        | 2007年8月21日         | 能代森林資源利用協同組合                        | 秋田県能代市       | [4] [5] |
| 菱秋木材株式会社1号発電所                                | 990          | 2010年5月6日          | 菱秋木材株式会社                                | 秋田県能代市       | |
| 大仙バイオマスエナジー協和発電所                         | 7,050        | 2019年2月1日          | 株式会社大仙バイオマスエナジー                  | 秋田県大仙市       | |
| 酒田バイオマス発電所                                     | 50,000       | 2018年8月23日         | サミット酒田パワー株式会社                      | 山形県酒田市       | |
| 石巻合板工業株式会社発電所                               | 3,000        | 2010年7月7日          | 石巻合板工業株式会社                            | 宮城県石巻市       | |
| 杜の都バイオマス発電所                                   | 75,000       | 2023年11月18日        | 合同会社杜の都バイオマスエナジー                | 宮城県仙台市       | |
| 石巻ひばり野バイオマス発電所                             | 75,000       | 2024年3月28日         | 合同会社石巻ひばり野バイオマスエナジー          | 宮城県石巻市       | |
| 木質専焼バイオマス発電所大信発電所                       | 11,500       | 2006年7月10日         | 株式会社エフオン白河                            | 福島県白河市       | |
| グリーン発電会津木質バイオマス発電所                     | 5,700        | 2012年7月10日         | 株式会社グリーン発電会津                        | 福島県会津若松市   | |
| 田村バイオマス発電所                                     | 7,100        | 2016年2月12日         | 株式会社田村バイオマスエナジー                  | 福島県田村市       | |
| 福島いわきバイオマス発電所                               | 112,000      | 2022年4月1日          | エイブルエナジー合同会社                        | 福島県いわき市     | |
| 平田バイオマスパワー                                     | 3980         | 2022年5月29日         | 平田バイオエナジー合同会社                      | 福島県平田村       | 2号機は2023年4月2日営業運転開始 |
| 神之池バイオマス発電所                                   | 21,000       | 2008年6月16日         | 神之池バイオエネルギー株式会社                  | 茨城県神栖市       | |
| だいごバイオマス発電所                                   | 1,990        | 2018年4月18日         | 株式会社クリハラント                            | 茨城県大子町       | |
| JRE神栖バイオマス発電所                                  | 24,400       | 2019年5月1日          | 合同会社JRE神栖バイオマス発電                   | 茨城県神栖市       | |
| 大林神栖バイオマス発電所                                 | 51,500       | 2022年2月             | 大林組                                          | 茨城県神栖市       | |
| 北茨城バイオマス発電所                                   | 1,990        | 2024年7月1日          | 株式会社東京発電                                | 茨城県北茨城市     | |
| 吾妻木質バイオマス発電所                                 | 13,600       | 2011年9月29日         | 株式会社吾妻バイオパワ－                        | 群馬県東吾妻町     | |
| 前橋バイオマス発電所                                     | 6,750        | 2018年3月4日          | 前橋バイオマス発電株式会社                      | 群馬県前橋市       | |
| ちちぶバイオマス元気村発電所                             | 115          | 2007年1月             | 秩父市                                          | 埼玉県秩父市       | |
| 市原バイオマス発電所                                     | 49,900       | 2020年12月17日        | 市原バイオマス発電所株式会社                    | 千葉県市原市       | |
| 袖ケ浦バイオマス発電所                                   | 75,000       | 2022年7月             | 袖ケ浦バイオマス発電株式会社                    | 千葉県袖ケ浦市     | |
| 森ヶ崎発電所                                             | 3,200        | 2004年2月26日         | 東京都下水道局、森ヶ崎エナジーサービス株式会社  | 東京都大田区       | |
| バイオエナジー株式会社食品循環資源リサイクル施設発電設備 | 1,000        | 2004年11月22日        | バイオエナジー株式会社                          | 東京都大田区       | |
| 川崎バイオマス発電所                                     | 33,000       | 2011年2月1日          | 川崎バイオマス発電株式会社                      | 神奈川県川崎市     | |
| 横須賀バイオマスエナジー横須賀発電所                     | 6,950        | 2019年11月1日         | 株式会社横須賀バイオマスエナジー                | 神奈川県横須賀市   | |
| サミット明星パワー糸魚川バイオマス発電所                 | 50,000       | 2005年1月             | サミット明星パワー株式会社                      | 新潟県糸魚川市     | |
| 十日町バイオマス発電所                                   | 1,990        | 2024年1月             | Shift Energy Japan株式会社                      | 新潟県十日町市     | |
| 伏木万葉埠頭バイオマス発電所                             | 50000 (KW)   | 2021年12月            | 伏木万葉埠頭バイオマス発電合同会社              | 富山県高岡市       | 木質ペレット等、約20万トン／年 |
| 輪島バイオマス発電所                                     | 1,994        | 2018年11月12日        | 株式会社輪島バイオマス発電所                    | 石川県輪島市       | |
| 大野発電所                                               | 7,340        | 2016年4月15日         | 株式会社福井グリーンパワー                      | 福井県大野市       | |
| 大月バイオマス発電所                                     | 14,500       | 2018年12月            | 大林組                                          | 山梨県大月市       | |
| 甲斐双葉発電所                                           | 6,950        | 2023年11月1日         | DSグリーン発電甲斐合同会社                      | 山梨県甲斐市       | |
| 長野森林資源利用事業協同組合「いいづな お山の発電所」    | 2,800        | 2005年4月01日         | 長野森林資源利用事業協同組合                    | 長野県長野市       | |
| 川辺木質バイオマス発電所                                 | 4,300        | 2008年2月27日         | 川辺バイオマス発電株式会社                      | 岐阜県川辺町       | |
| 森林資源活用センター発電所「森の発電所」                 | 600          | 2008年2月27日         | 東濃ひのき製品流通協同組合                      | 岐阜県白川町       | |
| ごうどバイオマス発電所                                   | 7,500        | 2023年4月2日          | 岐阜西濃グリーンパワー合同会社                  | 岐阜県神戸町       | |
| 美濃加茂バイオマス発電所                                 | 7,100        | 2023年10月2日         | 合同会社美濃加茂バイオマス発電所                | 岐阜県美濃加茂市   | |
| 鈴川エネルギーセンター                                   | 85,400       | 2017年9月29日         | 鈴川エネルギーセンター株式会社                  | 静岡県富士市       | 2024年12月3日運転停止。債務超過等の経営難による[6]                                                                                       |
| 森の金太郎発電所                                         | 165          | 2018年9月2日          | 合同会社ふじおやまパワーエナジー                | 静岡県小山町       | |
| 深良地区木質バイオマス発電所                             | 147          | 2022年4月22日         | 裾野グリーンエナジー                            | 静岡県裾野市       | |
| 御前崎港バイオマス発電所                                 | 74,590       | 2025年1月29日         | 合同会社御前崎バイオエナジー                    | 静岡県御前崎市     | |
| サミット半田パワー半田バイオマス発電所                   | 75,000       | 2017年6月             | サミット半田パワー                              | 愛知県半田市       | |
| サーラeパワー東三河バイオマス発電所                      | 22,100       | 2019年7月             | サーラeパワー株式会社                           | 愛知県豊橋市       | |
| CEPO半田バイオマス発電所                                 | 50,000       | 2019年10月1日         | CEPO半田バイオマス発電株式会社                  | 愛知県半田市       | |
| 愛知蒲郡バイオマス発電所                                 | 50,000       | 2023年8月9日          | 愛知蒲郡バイオマス発電合同会社                  | 愛知県蒲郡市       | |
| 多気バイオパワー                                         | 6,750        | 2016年6月27日         | 中部プラントサービス                            | 三重県多気町       | |
| 津バイオマス発電所                                       | 20,100       | 2016年8月2日          | 株式会社グリーンエナジー津                      | 三重県津市         | |
| 松阪木質バイオマス発電所                                 | 1,990        | 2018年1月1日          | バイオマスパワーテクノロジーズ株式会社          | 三重県松阪市       | |
| 四日市バイオマス発電所                                   | 49,000       | 2020年5月8日          | 中部電力株式会社                                | 三重県四日市市     | |
| 多気第二バイオパワー                                     | 1,990        | 2022年10月15日        | 中部プラントサービス                            | 三重県多気町       | |
| いぶきグリーンエナジーバイオマス発電所                   | 3,550        | 2015年1月5日          | いぶきグリーンエナジー株式会社                  | 滋賀県米原市       | |
| 日本ノボパン木質バイオマス発電所                         | 6,500        | 2009年2月25日         | 日本ノボパン工業株式会社                        | 大阪府堺市         | |
| 朝来バイオマス発電所                                     | 5,600        | 2016年12月1日運転開始 | 株式会社関電エネルギーソリューション            | 兵庫県朝来市       | |
| 三木バイオマスファクトリー                               | 11,700       | 2023年5月             | 大栄環境株式会社                                | 兵庫県三木市       | |
| 広畑バイオマス発電所                                     | 74,900       | 2023年12月14日        | 広畑バイオマス株式会社                          | 兵庫県姫路市       | |
| 相生バイオマス発電所                                     | 200,000      | 2023年3月24日         | 相生バイオエナジー株式会社                      | 兵庫県相生市       | |
| 有田川バイオマス発電所                                   | 900          | 2022年10月13日        | 有田川バイオマス株式会社                        | 和歌山県有田川町   | |
| 米子市クリーンセンター                                   | 4,000        | 2002年                | 米子市                                          | 鳥取県米子市       | |
| オロチ                                                   | 160          | 2008年                | オロチ                                          | 鳥取県日南町       | |
| 米子バイオマス発電所                                     | 54,500       | 2022年4月2日          | 米子バイオマス発電合同会社                      | 鳥取県米子市       | |
| 銘建工業株式会社本社工場エコ発電所                       | 1,950        | 2006年5月22日         | 銘建工業株式会社                                | 岡山県真庭市       | |
| 中国木材本社工場木質バイオマス発電プラント               | 5,300        | 2007年12月14日        | 中国木材株式会社                                | 広島県呉市         | |
| 西風新都バイオマス発電所                                 | 7,100        | 2019年10月26日        | 太平電業株式会社                                | 広島県広島市       | |
| 岩国バイオマス発電所                                     | 10,000       | 2006年1月             | 株式会社ミツウロコ岩国発電所                    | 山口県岩国市       | |
| 防府バイオマス・石炭混焼発電所                           | 112,000      | 2019年7月21日         | エア・ウォーター&エネルギア・パワー山口株式会社 | 山口県防府市       | 石炭との混焼発電所 |
| 徳島津田バイオマス発電所                                 | 74,800       | 2023年12月9日         | 徳島津田バイオマス発電所合同会社                | 徳島県徳島市       | |
| [[さかいで バイオマス発電所]]                            | 74,950       | 2025年6月2日          | 坂出バイオマスパワー合同会社                    | 香川県坂出市       | |
| 内子龍王バイオマス発電所                                 | 330          | 2022年10月13日        | 株式会社内子龍王バイオマスエネルギー            | 愛媛県内子町       | |
| 宿毛バイオマス発電所                                     | 6,500        | 2015年2月             | 株式会社グリーン・エネルギー研究所              | 高知県宿毛市       | |
| 土佐グリーンパワー株式会社土佐発電所                     | 6,250        | 2015年4月4日          | 土佐グリーンパワー株式会社                      | 高知県高知市       | |
| 東部工場発電所                                           | 29,200       | 2005年                | 株式会社福岡クリーンエナジー                    | 福岡県福岡市       | |
| 三川発電所                                               | 50,000       | 2017年4月27日         | 株式会社シグマパワー有明                        | 福岡県大牟田市     | 石炭火力発電所から木質バイオマスと石炭の混焼発電所を経てリニューアルした                                                                 |
| 豊前バイオマス発電所                                     | 74,950       | 2020年1月1日          | 豊前ニューエナジー合同会社                      | 福岡県豊前市       | |
| 苅田バイオマス発電所                                     | 50,000       | 2023年8月1日          | 株式会社日本海水TTS苅田パワー                   | 福岡県苅田町       | |
| 佐賀伊万里バイオマス発電所                               | 46,000       | 2025年4月19日         | 株式会社伊万里グリーンパワー                    | 佐賀県伊万里市     | |
| バイオマス発電所「豪力」                                 | 2,750        | 2012年                | 環境リサイクルエネルギー株式会社                | 長崎県佐世保市     | |
| 株式会社大晶1号発電所                                    | 620          | 1994年                | 株式会社大晶                                    | 熊本県合志市       | |
| 株式会社大晶2号発電所                                    | 2,500        | 1997年                | 株式会社大晶                                    | 熊本県合志市       | 元事業の解体工事・廃棄物処理業に併せて発電所を併設。1日最大126トンの木くず等の燃料を使用。 余剰電力を九州電力に売電する。                |
| 日本製紙八代工場バイオマス発電所                         | 5,000        | 2015年6月             | 日本製紙株式会社                                | 熊本県八代市       | 燃料は間伐材由来等の木質バイオマスチップ100％。 余剰電力を九州電力に売電する。                                                           |
| 八代バイオマス発電所                                     | 75,000       | 2024年6月16日         | 合同会社くまもと森林発電                        | 熊本県八代市       | |
| 木質専焼バイオマス発電所日田発電所                       | 12,000       | 2006年                | 株式会社日田ウッドパワー                        | 大分県日田市       | スギの樹皮、製材端材、林業剪定材などを原料とする年間約10万トンの燃料を九州ウッドマテリアルから受給して使用する[7]。                      |
| 天瀬発電所                                               | 5,700        | 2013年11月            | グリーン発電大分                                | 大分県日田市       | 日田地域を中心に根曲がり材や間伐材、林地残材など未利用材を林業者と共に収集し、長期かつ継続的に森林の持続的な再生の仕組みづくりを目指す。 |
| みやざきバイオマスリサイクル発電所                       | 11,350       | 2005年5月27日         | みやざきバイオマスリサイクル株式会社            | 宮崎県川南町       | |
| 南国興産バイオマス発電設備                               | 1,950        | 2006年11月20日        | 南国興産株式会社                                | 宮崎県都城市       | |
| 南宮崎ウッドパワー発電所                                 | 1,300        | 2007年8月21日         | ウッドエナジー協同組合                          | 宮崎県日南市       | |
| グリーンバイオマスファクトリー                           | 5,000        | 2009年8月18日         | 株式会社グリーンバイオマスファクトリー          | 宮崎県児湯郡都農町 | 宮崎県内を中心とした山林未利用材を原料とした木質チップを燃料とする。                                                                     |
| 徳和瀬工場発電所第2号発電設備                            | 1,750        | 2010年9月7日          | 南西糖業株式会社                                | 鹿児島県徳之島町   | |
| 七ツ島バイオマス発電所                                   | 49,000       | 2019年1月             | 七ツ島バイオマスパワー合同会社                  | 鹿児島県鹿児島市   | |
| 霧島木質発電                                             | 5,750        | 2013年5月             | 霧島木質発電株式会社                            | 鹿児島県霧島市     | 地域の森林組合、素材生産業者などから供給された間伐材や林地残材などを燃料とする。                                                         |
| 宮古製糖株式会社バガス発電施設                           | 2,300        | 2004年11月22日        | 日本分蜜糖工業会                                | 沖縄県城辺町       | 搾汁後のサトウキビの表皮・繊維であるバガスを燃料とする。                                                                                 |
| 石垣島製糖株式会社バガス発電施設                         | 1,800        | 2004年11月22日        | 日本分蜜糖工業会                                | 沖縄県石垣市       | |
| 球陽製糖株式会社バガス発電施設                           | 1,800        | 2010年12月20日        | 日本分蜜糖工業会                                | 沖縄県うるま市     | |
| 大東糖業株式会社バガス発電施設                           | 1,800        | 2010年12月20日        | 日本分蜜糖工業会                                | 沖縄県南大東村     | |
| 北大東製糖株式会社バガス発電施設                         | 850          | 2010年12月20日        | 日本分蜜糖工業会                                | 沖縄県北大東村     | |
| 宮古製糖株式会社バガス発電施設                           | 920          | 2011年8月30日         | 日本分蜜糖工業会                                | 沖縄県宮古島市     | |
| 中城バイオマス発電所                                     | 49,000       | 2021年7月20日         | 沖縄うるまニューエナジー株式会社                | 沖縄県うるま市     | |